# Martignas-sur-Jalle
Martignas-sur-Jalle è un comune francese di 7 195 abitanti situato nel dipartimento della Gironda nella regione della Nuova Aquitania.

## Società

### Evoluzione demografica
Abitanti censiti